# Едуард Сейнт Обин
Едуард Сейнт Обин (на английски: Edward St. Aubyn) е английски журналист и писател на произведения в жанра драма и сатира.

## Биография и творчество
Едуард Сейнт Обин е роден на 14 януари 1960 г. в Лондон, Англия, в семейство от висшата класа. Израства в Лондон и Франция, където семейството му има имение. Има нещастно детство, като от 5- до 8-годишна възраст е подлаган на сексуално насилие от баща си със съучастието на майка си. Учи в престижното Уестминстърско училище в Лондон. След завършването му прекарва две години в Париж и Ню Йорк.
От 1979 г. учи английска филология в Кебъл Колидж на Оксфордския университет, при преподавателката – писателката Пенелопе Фицджералд, завършвайки с най-ниската степен. По това време става зависим от хероин, на 25-годишна възраст започва психотерапия, а през 1988 г. се отказва от хероина и постепенно от алкохола.
През 1987 г. се жени за биографката и аристократка Никола Шулман. Развеждат се през 1990 г.
Първият му роман „Чудо голямо“ от поредицата „Патрик Мелроуз“ е издаден през 1992 г. Романите от поредицата са базирани на собствения живот на автора, израстващ в силно нефункционално английско семейство от висшата класа, злоупотребите от страна на бащата, смъртта на двамата родители, алкохолизъм и пристрастяване към хероин, периоди на възстановяване, на брак и на родителство. Те са безмислостна сатира на аристокрацията с типично английски черен хумор. През 2011 г. романът „Mother's Milk“ (Майчино мляко) е екранизиран в едноименния игрален филм с участието на Джак Дейвънпорт, Ейдриан Дънбар и Даяна Куик. През 2018 г. поредицата е екранизирана в едноименния телевизионен минисериал с участието на Бенедикт Къмбърбач, Дженифър Джейсън Лий и Хюго Уивинг.
Има дъщеря и син от различни жени без да има брак с тях.
Едуард Сейнт Обин живее със семейството си в Лондон.

## Произведения

### Самостоятелни романи
- On the Edge (1998)
- A Clue to the Exit (2000)
- Lost For Words (2014)

### Серия „Патрик Мелроуз“ (Patrick Melrose)
1. Never Mind (1992) – награда „Бети Траск“
Чудо голямо, изд.: ИК „Колибри“, София (2018), прев. Надежда Розова
2. Bad News (1992)
3. Some Hope (1994) – първите три романа от поредицата са издадени в сборника „Some Hope“ (Някаква надежда)
4. Mother's Milk (2005) – награда „Фемина 2007“ и награда „South Bank Show“
5. At Last (2011)

### Участие в общи серии с други писатели

#### Серия „Хогарт Шекспир“ (Hogarth Shakespeare)
6. Dunbar (2017)
от серията има още 6 романа от различни автори

### Екранизации
- 2011 Mother's Milk
- 2018 Patrick Melrose – тв минисериал, 5 епизода